# Distrito de Gyomaendrőd
El distrito de Gyomaendrőd (húngaro: Gyomaendrődi járás) es un distrito húngaro perteneciente al condado de Békés.
En 2013 tenía 23 980 habitantes. Su capital es Gyomaendrőd.

## Municipios
El distrito tiene 2 ciudades (en negrita) y 3 pueblos (población a 1 de enero de 2012):
- Csárdaszállás (442)
- Dévaványa (7622)
- Ecsegfalva (1157)
- Gyomaendrőd (13 674) – la capital
- Hunya (634)